# Matthew Flinders
Thuyền trưởng Mathew Flinders sinh năm 1774 tại Lincolnshire - Anh quốc. Người có ảnh hưởng lớn trong việc đặt tên hòn quốc đảo Australia, tên này được chính thức sử dụng vào năm 1824.
Ông là một nhà thám hiểm tài ba. Ông vẽ chính xác bản đồ đường bờ biển nước Úc chính xác đến mức nó được sử dụng trong suốt một thời gian dài trước khi nó được vẽ lại bằng các phương tiện và kỹ thuật tiên tiến.
Đồng thời, ông đặt tên cho nhiều địa danh, đảo nhỏ và vịnh thuộc Úc. Ông là một nhà thám hiểm đại tài, chính ông đã khẳng định rằng Úc là Một hòn đảo chứ kg phải là một Quần đảo. Cũng chính ông đã chứng minh cho Hoàng Gia Anh là Tasmania là một hòn đảo tách rời chứ kg liền với Úc. Ông là một trong hai người đầu tiên đi thuyền vòng quanh quốc đảo này. Tuy nhiên cuộc đời ông này cũng cực kì thăng trầm, tù đầy rồi mất ở tuổi 40 (1774–1814).
Ông có một người bạn thân quốc tịch Pháp, cũng là thuyền trưởng. Chính người này đã "cướp" công của Mathew trong khi ông bị chính quyền Pháp bắt giam (giai đoạn Anh - Pháp có chiến tranh) vi bị tình nghi là gián điệp, từ năm 1803 đến 1810. Do đó, rất nhiều các phát hiện quan trọng, hải trình và hải đồ của Mathew bị ông bạn Pháp kia công bố là do chính ông ta tìm ra.
Khi được tự do, Mathew trở về London,Anh quốc và xuất bản một cuốn sách có tên là A Voyage to Terra Australis, nhằm lấy lại danh dự nhưng cũng chính năm cuốn sách được xuất bản thì ông mất, ngày 14 tháng 7 năm 1814.